# Rallye Griechenland 2009
Die 56. Rallye Griechenland (auch Rallye Akropolis genannt) war der siebte FIA-Weltmeisterschaftslauf 2009. Die Rallye bestand aus 17 Wertungsprüfungen und wurde zwischen dem 12. und dem 14. Juni gefahren. Die 16. Wertungsprüfung musste wegen zu hohem Zuschaueraufkommen abgesagt werden.

## Bericht
Ford-Pilot Mikko Hirvonen ging die Wertungsprüfungen auf den stark materialbelastenden Schotterstraßen mit Vorsicht und Geduld an. Während Sébastien Loeb, Daniel Sordo, Petter Solberg und Henning Solberg ganz aus- oder mit beschädigten Autos im Gesamtklassement zurückfielen, fuhr Hirvonen auf Sicherheit und kam weitgehend ohne Probleme durch die äußerst schwierige Rallye. Am Ende gewann Hirvonen mit einem Vorsprung von über 1:12 Minuten seinen ersten Saisonsieg, insgesamt den achten Sieg in seiner WRC-Karriere und den 70. Sieg für Ford. Sébastien Ogier (Citroën) kam beim härtetest in Griechenland ohne größere Probleme durch und stand als Zweiter zum ersten Mal auf dem Podium in der höchsten WRC-Klasse. Auf den dritten Rang fuhr Ford-Pilot Jari-Matti Latvala. Da Ogier nicht für Herstellerpunkte nominiert war, konnte Ford für die Herstellerwertung die maximale Punktzahl erreichen. Sébastien Loeb (Citroën) ging, auf Rang drei liegend, zu schnell in eine Kurve, rammte einen Stein und überschlug sich mehrfach. Loeb und Copilot Daniel Elena blieben unverletzt, doch ihr Auto wurde so stark beschädigt, dass die Rallye für das Duo beendet war. Ähnliches widerfuhr Dani Sordo im zweiten Citroën, er schied ebenfalls aus. In der Weltmeisterschaftstabelle verkürzte Hirvonen den Abstand zum erstplatzierten Loeb auf sieben Punkte.
Der Grieche Lambros Athanassoulas (Skoda), als Gaststarter unterwegs, gewann die PWRC-Klasse. Er siegte nicht nur, sondern holte mit Gesamtrang acht einen WRC-Punkt. Der zweite Rang ging an Nasser Al-Attiyah (Subaru), der in der Gesamtwertung Neunter wurde.

## Klassifikationen

### Endresultat
| Pos  | Fahrer                | Beifahrer            | Auto                           | Zeit      | Rückstand | Punkte |
| WRC  | WRC                   | WRC                  | WRC                            | WRC       | WRC       | WRC    |
| ---- | --------------------- | -------------------- | ------------------------------ | --------- | --------- | ------ |
| 1    | Mikko Hirvonen        | Jarmo Lehtinen       | Ford Focus RS WRC              | 4:09:42.5 | 00:00.0   | 10     |
| 2    | Sébastien Ogier       | Julien Ingrassia     | Citroën C4 WRC                 | 4:10:55.4 | 01:12.9   | 8      |
| 3    | Jari-Matti Latvala    | Miikka Anttila       | Ford Focus RS WRC              | 4:11:27.5 | 01:45.0   | 6      |
| 4    | Federico Villagra     | Jose Diaz            | Ford Focus RS WRC              | 4:13:30.8 | 03:48.3   | 5      |
| 5    | Conrad Rautenbach     | Daniel Barritt       | Citroën C4 WRC                 | 4:13:42.3 | 03:59.8   | 4      |
| 6    | Khalid Al-Qassimi     | Michael Orr          | Ford Focus RS WRC              | 4:16:46.8 | 07:04.3   | 3      |
| 7    | Mads Østberg          | Jonas Andersson      | Subaru Impreza WRC             | 4:22:07.4 | 12:24.9   | 2      |
| 8    | Lambros Athanassoulas | Nikolaos Zakheos     | Škoda Fabia S2000              | 4:22:30.1 | 12:47.6   | 1      |
| PWRC |                       |                      |                                |           |           |        |
| 1    | Lambros Athanassoulas | Nikolaos Zakheos     | Škoda Fabia S2000              | 4:22:30.1 | 00:00.0   | 10     |
| 2    | Nasser Al-Attiyah     | Giovanni Bernacchini | Subaru Impreza WRX STi         | 4:22:52.4 | 00:22.3   | 8      |
| 3    | Armindo Araújo        | Miguel Ramalho       | Mitsubishi Lancer Evolution IX | 4:24:47.0 | 02:16.9   | 6      |
| 4    | Toshi Arai            | Glenn MacNeall       | Subaru Impreza WRX STi         | 4:25:45.0 | 03:14.9   | 5      |
| 5    | Martin Prokop         | Jan Tománek          | Mitsubishi Lancer Evolution IX | 4:28:28.9 | 05:58.8   | 4      |
| 6    | Bernardo Sousa        | Jorge Carvalho       | Fiat Grande Punto S2000        | 4:31:49.6 | 09:19.5   | 3      |
| 7    | Andis Neiksans        | Peteris Dzirkals     | Mitsubishi Lancer Evolution IX | 4:32:02.6 | 09:32.5   | 2      |
| 8    | Patrik Flodin         | Göran Bergsten       | Subaru Impreza WRX STi         | 4:37:28.8 | 14:58.7   | 1      |

### Wertungsprüfungen
| Tag                                   | WP                                    | Name          | Länge    | Start MESZ                    | Gewinner                  | Beifahrer          | Auto              | Zeit     | Leader             |
| ------------------------------------- | ------------------------------------- | ------------- | -------- | ----------------------------- | ------------------------- | ------------------ | ----------------- | -------- | ------------------ |
| Tag 1 (12. Juni)                      | WP1                                   | Harvati       | 25,00 km | 07:48                         | Jari-Matti Latvala        | Miikka Anttila     | Ford Focus RS WRC | 18:18.9  | Jari-Matti Latvala |
| Tag 1 (12. Juni)                      | WP2                                   | Thiva 1       | 23,76 km | 09:21                         | Dani Sordo                | Marc Martì         | Citroën C4 WRC    | 17:00.6  | Jari-Matti Latvala |
| Tag 1 (12. Juni)                      | WP3                                   | Evangelistria | 21,03 km | 10:44                         | abgesagt                  | abgesagt           | abgesagt          | abgesagt | Jari-Matti Latvala |
| Tag 1 (12. Juni)                      | Service Itea, 12:34 Uhr (15 Min.)     |               |          |                               |                           |                    |                   |          | Jari-Matti Latvala |
| Tag 1 (12. Juni)                      | WP4                                   | Bauxites      | 23,17 km | 13:02                         | Jewgeni Nowikow           | Dale Moscatt       | Citroën C4 WRC    | 14:39.8  | Jari-Matti Latvala |
| Tag 1 (12. Juni)                      | WP5                                   | Drossohori    | 23,68 km | 13:56                         | Sébastien Ogier           | Julien Ingrassia   | Citroën C4 WRC    | 19:41.9  | Jari-Matti Latvala |
| Tag 1 (12. Juni)                      | WP6                                   | Thiva 2       | 23,76 km | 16:13                         | Mikko Hirvonen            | Jarmo Lehtinen     | Ford Focus RS WRC | 16:59.5  | Mikko Hirvonen     |
| Tag 1 (12. Juni)                      | Service Loutraki, 18:13 Uhr (45 Min.) |               |          |                               |                           |                    |                   |          | Mikko Hirvonen     |
| Tag 2 (13. Juni)                      |                                       |               |          |                               |                           |                    |                   |          | Mikko Hirvonen     |
| Service Loutraki, 07:30 Uhr (15 Min.) |                                       |               |          |                               |                           |                    |                   |          | Mikko Hirvonen     |
| WP7                                   | Klenia Mycenae 1                      | 17,25 km      | 08:32    | Jari-Matti Latvala            | Miikka Anttila            | Ford Focus RS WRC  | 11:36.0           |          | Mikko Hirvonen     |
| WP8                                   | Ghymno 1                              | 26,28 km      | 09:35    | Jewgeni Nowikow               | Dale Moscatt              | Citroën C4 WRC     | 19:03.6           |          | Mikko Hirvonen     |
| WP9                                   | Kefelari 1                            | 24,15 km      | 10:50    | Mikko Hirvonen Petter Solberg | Jarmo Lehtinen Phil Mills | Ford Focus RS WRC  | 19:32.8           |          | Mikko Hirvonen     |
| Service Loutraki, 12:33 Uhr (30 Min.) |                                       |               |          |                               |                           |                    |                   |          | Mikko Hirvonen     |
| WP10                                  | Klenia Mycenae 2                      | 17,25 km      | 13:50    | Jari-Matti Latvala            | Miikka Anttila            | Ford Focus RS WRC  | 11:21.8           |          | Mikko Hirvonen     |
| WP11                                  | Ghymno 2                              | 26,28 km      | 14:53    | Jewgeni Nowikow               | Dale Moscatt              | Citroën C4 WRC     | 18:51.2           |          | Mikko Hirvonen     |
| WP12                                  | Kefelari 2                            | 24,15 km      | 16:08    | Jewgeni Nowikow               | Dale Moscatt              | Citroën C4 WRC     | 19:10.1           |          | Mikko Hirvonen     |
| Service Loutraki, 17:33 Uhr (45 Min.) |                                       |               |          |                               |                           |                    |                   |          | Mikko Hirvonen     |
| Tag 3 (14. Juni)                      |                                       |               |          |                               |                           |                    |                   |          | Mikko Hirvonen     |
| Service Loutraki, 08:00 Uhr (15 Min.) |                                       |               |          |                               |                           |                    |                   |          | Mikko Hirvonen     |
| WP13                                  | Loutraki 1                            | 8,98 km       | 08:33    | Mads Østberg                  | Jonas Andersson           | Subaru Impreza WRC | 07:38.2           |          | Mikko Hirvonen     |
| WP14                                  | Aghii Theodori 1                      | 33,00 km      | 09:07    | Henning Solberg               | Cato Menkerud             | Ford Focus RS WRC  | 22:43.2           |          | Mikko Hirvonen     |
| WP15                                  | New Pissia                            | 11,3 km       | 09:55    | Matthew Wilson                | Martin Scott              | Ford Focus RS WRC  | 08:16.2           |          | Mikko Hirvonen     |
| Service Loutraki, 11:03 Uhr (30 Min.) |                                       |               |          |                               |                           |                    |                   |          | Mikko Hirvonen     |
| WP16                                  | Loutraki 2                            | 8,98 km       | 11:51    | abgesagt                      | abgesagt                  | abgesagt           | abgesagt          |          | Mikko Hirvonen     |
| WP17                                  | Aghii Theodori 2                      | 33,00 km      | 12:25    | Jari-Matti Latvala            | Miikka Anttila            | Ford Focus RS WRC  | 22:14.2           |          | Mikko Hirvonen     |
| Service Loutraki, 14:18 Uhr (10 Min.) |                                       |               |          |                               |                           |                    |                   |          | Mikko Hirvonen     |

### Gewinner Wertungsprüfungen
| WP            | Anzahl | Fahrer             | Auto               |
| ------------- | ------ | ------------------ | ------------------ |
| 1, 7, 10, 17  | 4      | Jari-Matti Latvala | Ford Focus RS WRC  |
| 4, 8, 11, 12, | 4      | Jewgeni Nowikow    | Citroën C4 WRC     |
| 6, 9          | 2      | Mikko Hirvonen     | Ford Focus RS WRC  |
| 2             | 1      | Dani Sordo         | Citroën C4 WRC     |
| 5             | 1      | Sébastien Ogier    | Citroën C4 WRC     |
| 9             | 1      | Petter Solberg     | Citroën Xsara WRC  |
| 13            | 1      | Mads Østberg       | Subaru Impreza WRC |
| 14            | 1      | Henning Solberg    | Ford Focus RS WRC  |
| 15            | 1      | Matthew Wilson     | Ford Focus RS WRC  |

### Fahrer-WM nach der Rallye
| Pos. | Fahrer             | Punkte |
| ---- | ------------------ | ------ |
| 1    | Sébastien Loeb     | 55     |
| 2    | Mikko Hirvonen     | 48     |
| 3    | Dani Sordo         | 33     |
| 4    | Jari-Matti Latvala | 25     |
| 5    | Henning Solberg    | 21     |

### Team-Weltmeisterschaft
| Pos. | Team                | Punkte |
| ---- | ------------------- | ------ |
| 1    | Citroën WRT         | 94     |
| 2    | Ford WRT            | 79     |
| 3    | Stobart WRT         | 49     |
| 4    | Citroën Junior Team | 24     |